# Tapputi

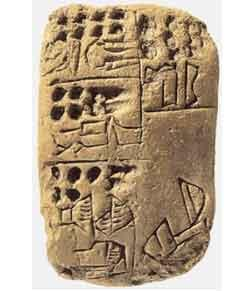
Tavoletta Mesopotamica menzionante Tapputi-Belatekallim, 1200 a.C.

Tapputi, nota anche come Tapputi-Belatekallim (fl. XIII secolo a.C.), è stata una profumiera babilonese, considerata la prima chimica della storia.

## Nome
Il termine che nelle testimonianze segue il prenome "Tapputi", "Belatekallim", era un titolo onorifico babilonese che significava "sovrintendente femmina di un palazzo".

## Biografia
Era una creatrice di profumi, menzionata in una tavoletta scritta in cuneiforme datata intorno al 1200 a.C., nella Mesopotamia Babilonese. Usava fiori, oli e calamo aromatico assieme a cipero, mirra, e balsamo. Aggiungeva acqua o altri solventi, poi distillava e filtrava. La tavoletta sopraccitata è ancora la fonte più antica al riguardo. Inoltre, lo strumento che la donna utilizzava per distillare e filtrare le sostanze è considerato dagli storici il primo esempio di alambicco della storia. Parimenti, il resoconto da lei scritto sulle sue essenze rappresenta il più antico trattato di profumi mai ritrovato.
Era inoltre una sovrintendente al Palazzo Reale, e lavorò con un'altra ricercatrice chiamata (—)-Ninu (la prima parte del suo nome è andata perduta).

## Nella cultura di massa
Ancora oggi uno dei più celebri profumi provenienti dall'Egitto e dall'Iraq si chiama proprio Tapputi, in onore della grande studiosa.
Tapputi rappresenta uno dei personaggi principali nella serie TV scientifica animata Super Science Friends (2014).